# Chidananda Das Gupta
Pour les articles homonymes, voir Dasgupta.
Chidananda Das Gupta (né le 20 novembre 1921 à Shillong en Inde et mort le 22 mai 2011 à Calcutta) est un réalisateur indien et critique de cinéma.

## Biographie
Il est né en 1921 d'un père brahmo.
Il est le père de l'actrice et cinéaste Aparna Sen.

## Filmographie
- 1961 : Portrait of a City
- 1968 : The Dance of Shiva
- 1969 : The Stuff of Steel
- 1972 : Birju Maharaj
- 1972 : Bilet Pherat
- 1979 : Zaroorat Ki Purti
- 1994 : Amodini